# Paul Reubens
Paul Reubens, nome artístico de Paul Rubenfeld (Peekskill, 27 de agosto de 1952 – Los Angeles, 30 de julho de 2023), foi um ator, comediante, apresentador, produtor, roteirista e dublador americano. Ele ficou mais conhecido por criar e interpretar Pee-wee Herman, personagem infantil que fez sucesso nos anos 1980, tornando-se um ícone da cultura americana.
Como seu alter-ego Pee-wee, Reubens estrelou o filme Pee-wee's Big Adventure (1985), dirigido por Tim Burton, que fez muito sucesso, popularizando o personagem, que ganhou seu próprio programa, o Pee-wee's Playhouse (1986–1990), exibido pela CBS e ganhador de 15 prêmios Emmys, sendo classificado pela TV Guide entre os dez melhores programas de televisão. Pee-wee também estrelou comerciais e lançou diversos produtos, tornando-se um personagem cult, querido entre as crianças e os adultos.
Em 1991, um escândalo abalou profundamente a carreira de Reubens, que foi preso após ser flagrado se masturbando em um cinema pornô em Sarasota, na Flórida. A polêmica tomou proporções gigantescas e foi amplamente divulgada pela mídia social, fazendo o ator e seu personagem serem "cancelados".
A partir daí, Reubens passou a dar entrevistas como ele mesmo ao invés do personagem, o qual ele decidiu aposentar. Ele teve pequenos papéis em filmes como Batman Returns (1992), Matilda (1996) e Mystery Men (1999), além de se voltar para diversos trabalhos na dublagem, como em The Nightmare Before Christmas (1993), Dr. Dolittle (1998) e The Smurfs (2011). Em 2016, Reubens e a Netflix ressuscitaram o personagem Pee-wee para o filme Pee-wee’s Big Holiday, que foi o último filme de Reubens, que faleceu em 2023, vítima de um câncer que ele não revelou ao público.

## Carreira

### Pee-wee Herman
O personagem "Pee-wee Herman" foi criado em 1978, durante uma improvisação do grupo teatral The Groundlings, onde Reubens teve a ideia de criar um homem que queria ser cômico, mas era muito atrapalhado. Outro membro do grupo, Phil Hartman, ajudou Reubens a desenvolver o personagem, enquanto o outro, Johnny Paragon, ajudava nos roteiros dos shows.
Apesar de ter sido comparado com outros personagens famosos, como Tintin de Hergé, e  Pinóquio de Collodi, Reubens disse que nunca existiu uma fonte específica para criação de "Pee-wee". A voz do personagem originou-se em 1970, quando Reubens apareceu na produção teatral Life with Father, onde Reubens adotou um jeito de falar, que se tornaria o de Pee-wee. O nome do personagem foi baseado numa gaita (instrumento musical) que Reubens teve quando criança, e o "Herman" era o sobrenome de um garoto enérgico que Reubens conhecera na juventude. O primeiro terno cinza que o personagem usou foi feito à mão pelo diretor e fundador do Groundlings, Gary Austin. Antes de um show, "alguém" lhe entregou uma pequena gravata borboleta, outra marca registrada do personagem.

## Biografia
Ele apareceu em muitos filmes e séries de televisão no final de 1970, e início de 1980 e trabalhou em um grupo chamado "The Groundlings". Nesta época, acabou criando Pee-Wee para um show no palco, que era uma paródia de antigos programas infantis. Em 1985, ele estrelou um filme chamado As Grandes aventuras de Pee-Wee, que foi muito bem sucedido. No ano seguinte, ele conseguiu seu próprio programa de televisão, Playhouse Pee-Wee.
Em 2016, retornou a interpretar Pee-Wee no filme Pee-wee’s Big Holiday.

### Prisão
Em 1991, o ator foi preso num cinema pornô se masturbando. A alegação da prisão foi de "exibicionismo indecente".

### Morte
Reubens morreu no dia 30 de julho de 2023, aos 70 anos, vítima de um câncer. O ator enfrentava a doença há seis anos e não a tornou pública.